# Замок Вальдлейнинген
Замок Вальдлейнинген — поместье в английском стиле в немецкой общине на севере федеральной земли Баден-Вюртемберг.
Вальдлейнинген берёт своё начало в 1803 году, когда изгнанные из левобережного Пфальца князья Лейнинген получили в качестве компенсации ряд территорий в Оденвальде с центром в городке Аморбах. В одной из долин князь Эмих Карл цу Ляйнинген заложил просторный охотничий парк, и на холме — небольшой охотничий дом в модном тогда (нео)готическом стиле. В напоминание о потерянных родовых владениях он получил название Вальдлейнинген («Лесной Лейнинген»).
Построенный из дерева в 1808—1810 годах, охотничий дом быстро пришёл в негодность; начиная с 1828 года при Карле цу Лейнинген началась постройка нового здания из камня по образцу британских загородных замков наподобие Эбботсфорда. Окончательно завершённый только в 1870-х годах, замок иногда льстиво называют немецким Виндзором.
Изначально задуманный для кратковременных пребываний во время охоты и увеселительных прогулок, замок в ходе своей постройки превратился в настоящую княжескую резиденцию.
В 1943 году Вальдлейнинген был конфискован Вермахтом для обустройства военного госпиталя. По окончании войны в замке располагался уже американский госпиталь.
Возвращённый владельцам в 1950-х годах, замок сохранил своё медицинское предназначение и был переоборудован в современный частный санаторий.

## Современное использование
Сегодня в замке Вальдлейнинген располагается психосоматическая клиника. Осмотр здания возможен только с внешней стороны.